# Cantone di Molliens-Dreuil
Il Cantone di Molliens-Dreuil era una divisione amministrativa dell'arrondissement di Amiens.
È stato soppresso a seguito della riforma complessiva dei cantoni del 2014, che è entrata in vigore con le elezioni dipartimentali del 2015.
Comprendeva i comuni di:
- Airaines
- Avelesges
- Bettencourt-Rivière
- Bougainville
- Bovelles
- Briquemesnil-Floxicourt
- Camps-en-Amiénois
- Clairy-Saulchoix
- Creuse
- Fluy
- Fresnoy-au-Val
- Guignemicourt
- Laleu
- Métigny
- Molliens-Dreuil
- Montagne-Fayel
- Oissy
- Pissy
- Quesnoy-sur-Airaines
- Quevauvillers
- Revelles
- Riencourt
- Saint-Aubin-Montenoy
- Saisseval
- Seux
- Tailly
- Warlus